# Melanostoma pyrophaenoides
Melanostoma pyrophaenoides är en tvåvingeart som beskrevs av Speiser 1910. Melanostoma pyrophaenoides ingår i släktet gräsblomflugor, och familjen blomflugor. Inga underarter finns listade i Catalogue of Life.